# Reyes Carrere
Reyes Carrere Zabala (San Sebastián, 31 de diciembre de 1966) es una política española, exjugadora y entrenadora de balonmano. Fue internacional con la selección española júnior. Nació en Donostia, creció en Rentería, y posteriormente volvió a vivir en el barrio donostiarra de Inchaurrondo.

## Carrera política
En representación de la coalición Euskal Herria Bildu en las elecciones municipales de 2015, intentó ser alcalde del Ayuntamiento de Donostia. Volvió a presentarse en las elecciones del 2019. Desde el 2015 es concejal del ayuntamiento de Donostia y portavoz de la coalición en el ayuntamiento desde el 2019. Anunció que no seguiría en política tras el periodo 2019-2023.

## Trayectoria deportiva

### Como jugadora
Su formación ha estado relacionada con el entrenamiento deportivo. Se inició como jugadora en el equipo de balonmano del Ereintza, en la temporada 1981-82, con Altube de entrenador y en categoría cadete. Tras un campeonato de liga juvenil y subcampeonato nacional, se mudó, junto a Amaia Ugartemendia al puntero de la época, el Hernani. En su primera temporada, una tercera posición y dos eliminatorias de la Recopa para, al año siguiente, ser llamada por primera vez con la selección española.
En el año 1987 se mudó al Corte Blanco-Bidebieta (hoy Bera Bera) durante 14 años. En su tercera temporada consigue ascender a la División de Honor. 

### Como entrenadora
Fue entrenador del mismo equipo en tres momentos diferentes: por primera vez en 1999, cuando aún era jugadora, durante 3 temporadas, hasta la 2001-2002. Volvió dos temporadas, de la 2004 a la 2006 y, tras una temporada en Sagunto, volvió a entrenar del 2007 al 2013, en el inicio de lo que ha sido un decenio fantástico para el equipo vasco.En la última temporada consiguió el primer título de Liga para las donostiarras.
Desde 2007 a 2010 fue la seleccionadora de la selección autonómica vasca de balonmano.

## Títulos y galardones
- 1 x Liga (2012–13)
- 2 x Copas de la Reina (2009, 2013)
- 2 x Supercopa (2007 y 2012)

## Vida
Creció en una familia de 6 hermanos, su hermana, Ane Carrere, fue durante 8 años alcaldesa de Andoáin. Se declaró admiradora de la pivote Cristina Gómez.
Denunció el acoso sexual que sufrió por parte del que fuera presidente del Bidebieta y siempre ha sido una gran defensora de la igualdad en condiciones de las deportistas.